# Bundreinheit
Der Begriff Bundreinheit beschreibt in der Instrumentenkunde bei Saiteninstrumenten mit Griffbrettern (z. B. Gitarre, E-Bass, Laute, Cister, Banjo, Mandoline, Bouzouki, Zither) die korrekte Platzierung der einzelnen Bünde.
Von bundreinen Instrumenten spricht man, wenn jeder Bund genau so platziert ist, dass jede darüber verlaufende Saite beim Abdrücken genau die gewollte Tonhöhe einnimmt. Diese Tonhöhe ist von der angewandten Stimmung abhängig. Heutzutage ist dies in der Regel die Gleichstufige Stimmung (auch gleichtemperiert oder gleichschwebend). Ein Spezialfall der Bundreinheit ist die Oktavreinheit.
Bei der Gitarre und ähnlichen Instrumenten kann man, anders als bei der Gambe, die Bünde nach dem Einbau nicht mehr oder nur mit großem Aufwand weiter verändern. Das hat zur Folge, dass einmal falsch gesetzte Bundstäbchen falsch bleiben und das Instrument somit nicht bundrein ist. Zudem hängt die Bundreinheit von der Art der benutzten Saiten ab. So kann ein Instrument nach dem Aufziehen neuer, andersartiger Saiten geringfügig von der Bundreinheit abweichen.

## Mathematische Grundlage
Die folgende Herleitung gilt für die üblicherweise benutzte Gleichstufige Stimmung, bei der alle Halbtöne dasselbe Frequenzverhältnis haben:
Bezeichnet man mit {\displaystyle l_{0}} die Länge der ungegriffenen, „leeren“ Saite (Mensur) und mit {\displaystyle l_{1}}, {\displaystyle l_{2}}, ... die Saitenlängen für die um 1, 2, ... Halbtöne höheren Töne, so gilt für die Position {\displaystyle c} des 1. Bundes 
{\displaystyle c={{l_{0}-l_{1}} \over l_{0}}}    oder    {\displaystyle {l_{1} \over l_{0}}=1-c},
für die Position des 2. Bundes entsprechend 
{\displaystyle {l_{2} \over l_{1}}=1-c}  oder {\displaystyle {l_{2} \over l_{0}}=(1-c)^{2}}
usw. bis zum 12. Bund, an dem die Oktav gegriffen wird und die schwingende Saitenlänge 
{\displaystyle l_{12}={1 \over 2}\cdot l_{0}}
ist. Damit gilt 
{\displaystyle {1 \over 2}={l_{12} \over l_{0}}=(1-c)^{12}\to c=0{,}056125687\ldots }
Das heißt, dass der 1. Bund um 5,61 % der Länge der leeren Saite vom Sattel entfernt ist.
Als Bundkonstante wird der Kehrwert von {\displaystyle c} bezeichnet: {\displaystyle {1 \over c}=17{,}81715\ldots }.

## Mensurzugabe, Sattelkompensation

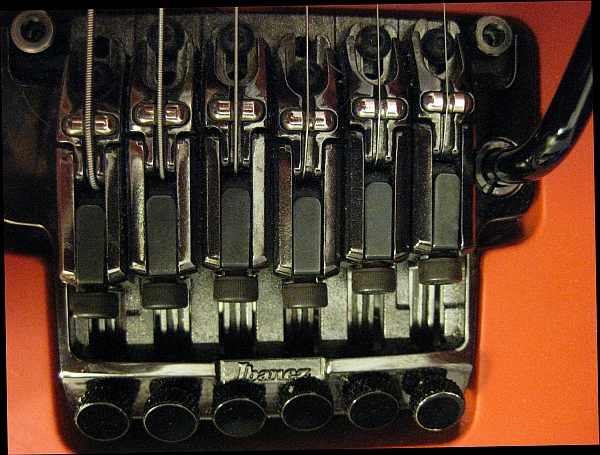
Vibratosystem einer Ibanez Prestige RG 1570 E-Gitarre. Gut erkennbar: Die stegseitig unterschiedlich eingestellte Mensurzugabe.

Die mathematische Formel gilt nur, wenn die Saitenspannung als konstant angenommen wird. Beim Niederdrücken der Saite auf einen Bund erhöht sich aber die Spannung geringfügig, wodurch sich der Ton ungewollt erhöht. Dass sich jeder gegriffene Ton einer Saite um den gleichen Wert erniedrigt, wird stegseitig eingestellt. Alle gegriffenen Töne werden nun durch Verlängerung der Mensur intoniert. Die niedergedrückten oktavierten Töne, die dann im Verhältnis zu den Leersaiten zu tief klingen, werden durch Verkürzen, d. h. mittels Verschieben des Sattels in Richtung 1. Bund, intoniert. 
Sattelseitig ist der notwendige Betrag der Kompensation davon abhängig, wie sehr sich die Tonhöhe der einzelnen Saiten bei entsprechendem Spannungszuwachs verändert, was wiederum von der Bauart der Saiten und der Spielweise (hoher oder niedriger Fingerdruck) abhängt. Stegseitig ist für das unterschiedliche Maß der Mensurzugabe entscheidend, dass Saiten abhängig von ihrer Steifigkeit nicht exakt bis an die Auflage schwingen.